# 節麺

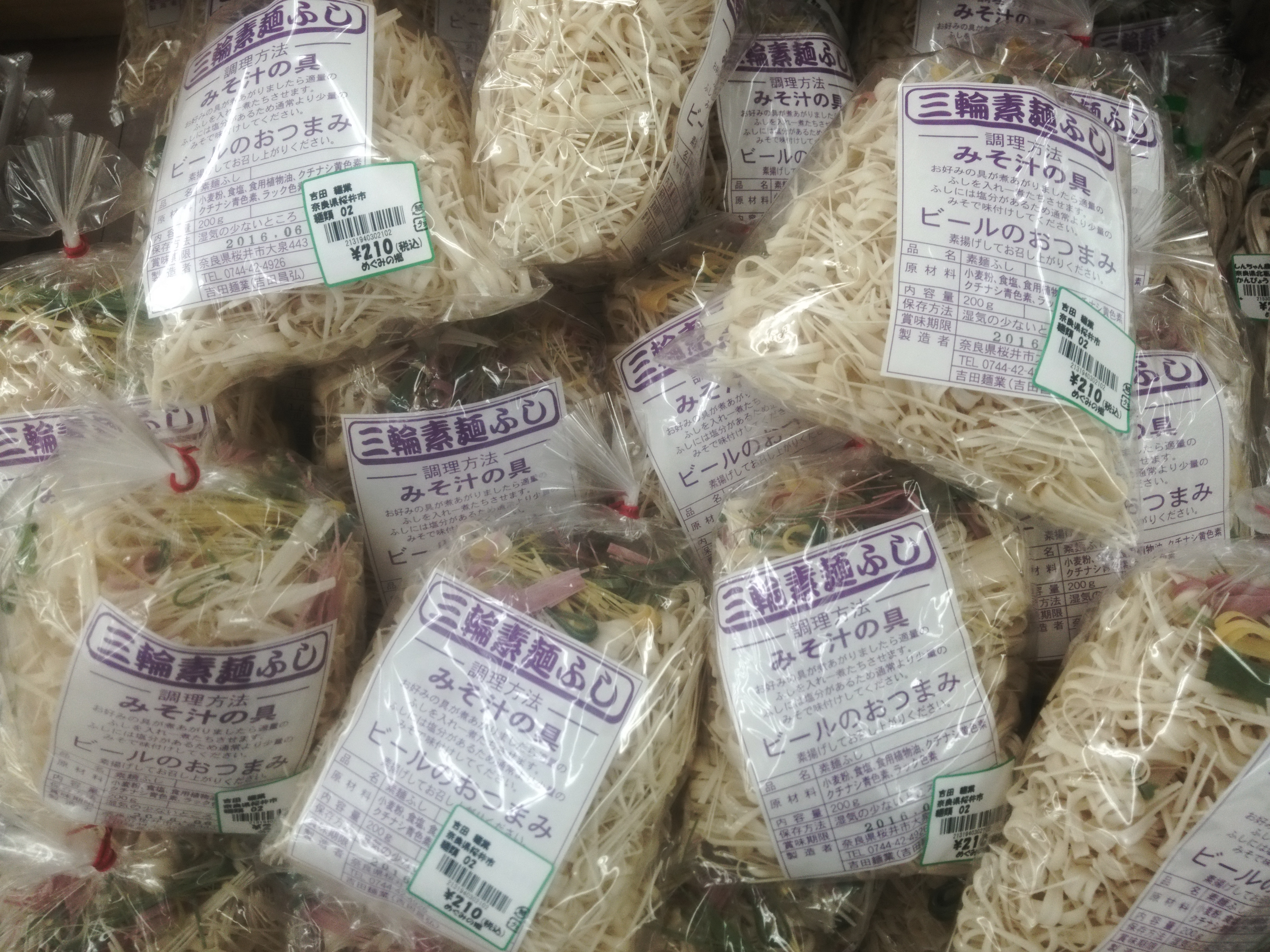
三輪素麺の「ふし」

節麺（ふしめん）は、手延べ麺（うどん・素麺・冷麦など）を作る際に出来る副産物で、棒で伸ばしてから、吊して乾燥する時に棒にかかっていた曲線部分を、乾燥後に切り分けたもの。形状から曲がりと呼ばれたり、想起させるものの名からかんざし、バチなどとも呼ばれる。

## 概要
手延べ麺を吊して干した後、直線部分を切り落とすと正規の商品である手延べ麺となり、残った部分が節麺となる。よって、材料は手延べ麺と全く同じであるが、幅があり、曲がった部分はパスタのコンキリエに少し似たような立体をしている。全体としてはトングの様な形である。
大抵は手延べ麺製造業者が自家消費したり、知人に分けたりという形で消費され、一般消費者の手に渡ることは比較的少ない。しかし、手延べ製麺業が盛んな地域では袋に入れて販売している業者も存在し、スーパーマーケットなどで扱われている場合もあり、その地域では家庭で節麺を料理に使用していることもある。奈良県桜井市三輪や岡山県浅口市、香川県の小豆島、徳島県つるぎ町半田では土産の1つとして販売されている。
小麦粉が材料のものがほとんどであるが、まれに蕎麦粉に小麦粉を加えた蕎麦の物もある。

## 特徴
手延麺を作るときに出る節麺は、JAS規格の各手延べ麺とは太さが異なるので、手延べ麺として販売できない。太さがあるので茹でても塩分が残り、食感も違うので、本来の手延べ麺とは違う風味がある。

## 名称
- 奈良県では「（素麺の）ふし」と呼ばれる。
- 兵庫県の播州地方では、バチまたはバチ素麺とも呼ばれる。
- 稲庭うどんでは、曲がり切り落とし（またはその形状からしてかんざしと呼ばれる場合もある）と称している。

## 使用法
鍋料理に入れて煮込んだり、吸い物や味噌汁の具にするなどの使い方が多いが、通常の手延べ麺と同様に麺つゆでも食される。
- 奈良県桜井市三輪では、水で戻した素麺の「ふし」を練って薄焼きにし、味噌を塗った「ケンペ焼」がおやつとして食べられていた[2]。
- 岡山県浅口市では、手延べ麺のバチを大量に生地に混ぜ込んだバチ入りお好み焼きがあり、略してバチオコとも呼ばれる。